# Fluda opica
Fluda opica är en spindelart som först beskrevs av Peckham, Peckham 1892.  Fluda opica ingår i släktet Fluda och familjen hoppspindlar. Inga underarter finns listade i Catalogue of Life.